# Pierre Gattaz

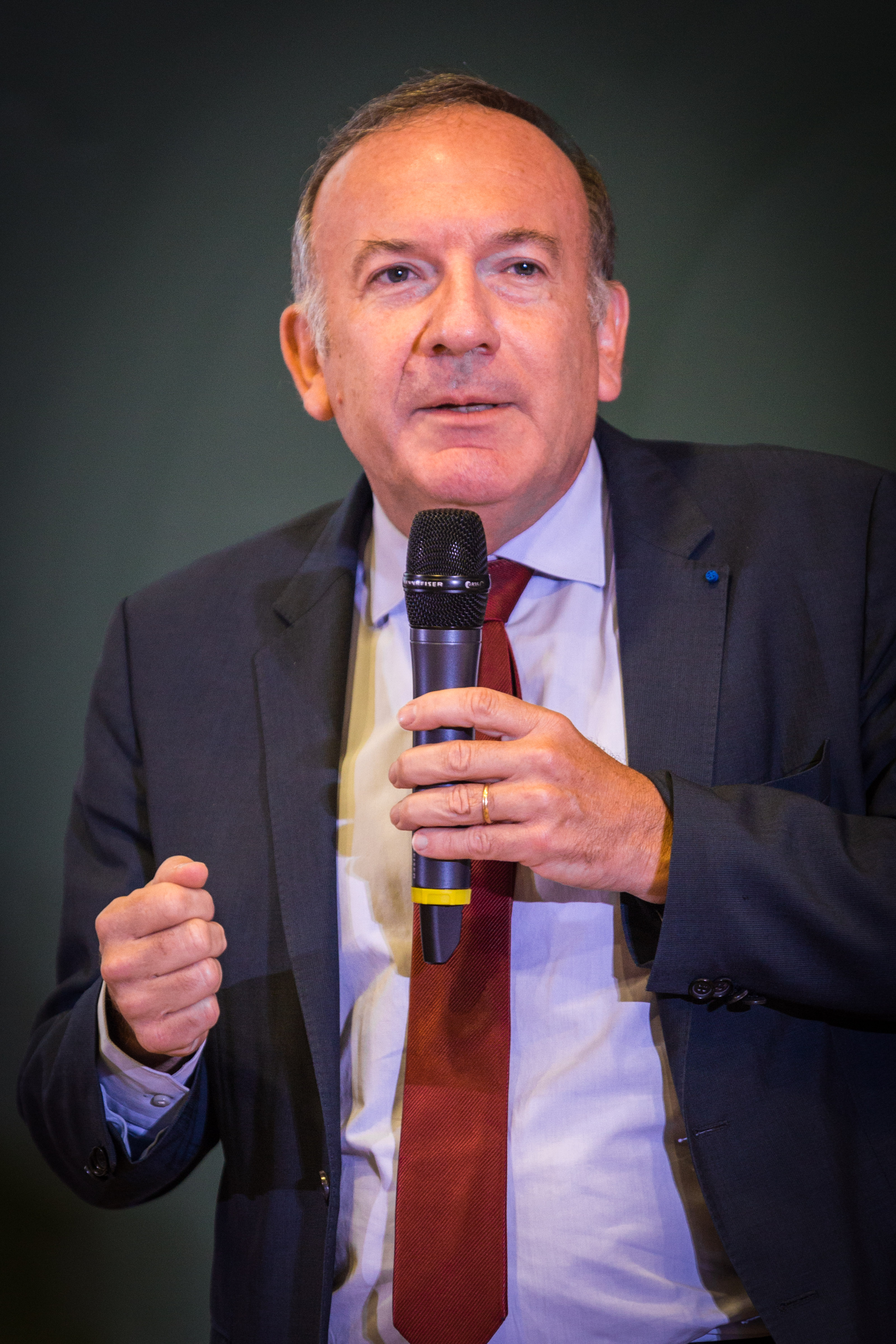
Pierre Gattaz

Pierre Gattaz (* 11. September 1959 in Boulogne-Billancourt, Frankreich) ist ein französischer Unternehmer und Vorstandsvorsitzender der Firma  Radiall, eines Herstellers von elektronischen Bauelementen. Er ist Präsident des Unternehmerverbandes Mouvement des Entreprises de France (MEDEF). Sein Vater ist  Yvon Gattaz, der dem Conseil national du patronat français vorstand, eines Vorläufers des MEDEF.

## Kindheit, Jugend und Ausbildung
Pierre Gattaz wurde am 11. September 1959 in Boulogne-Billancourt nahe Paris geboren. Sein Vater war Yvon Gattaz, war 1952 Mitbegründer von Radiall, einem Hersteller von elektronischen Bauteilen, der von 1981 bis 1986 Präsident der Unternehmervereinigung Conseil national du patronat français war, einem Vorläufer des MEDEF.
Gattaz besuchte die École nationale supérieure des télécommunications de Bretagne, er schloss das Studium mit dem  Bachelor of science der Ingenieurwissenschaften ab. Danach erlangte er einen Abschluss im Fach administrative management  an der George Washington University in Washington, D.C.

## Berufliche Laufbahn
Gattaz wurde dann Wirtschaftsattaché an der französischen Botschaft in Washington. Anschließend arbeitete er von 1984 bis 1989 bei Dassault Electronique, einer Firma, die damals zur Holding Dassault Group gehörte. Von 1989 bis 1992 war er leitender Angestellter (general manager) der Firma Fontaine Electronique Convergie, einer Tochterfirma von Dynaction.
Gattaz ging 1992 zu Radiall, dem Unternehmen seiner Familie, dem er als  General Manager diente, Er ist seit 1994 als Vorsitzender des Vorstandes. Unter seiner Führung erschloss sich die Gesellschaft, bis dahin  ein Unternehmen der Rüstungsindustrie, neue Geschäftsfelder, vor allem im Bereich der Telekommunikation und der Luftfahrtindustrie. Er sorgte auch für eine Vergrößerung des Marktanteils des Unternehmens in den USA, Indien, Japan und China.

## Verbandsarbeit
Gattaz amtierte seit 1999 als Präsident des Groupement professionnel des industries de composants systèmes électroniques (GIXEL). Er fungierte auch  2007 als Präsident der Fédération des Industries Electriques, Electroniques et de Communication. Von 2013 bis 2018 war Gattaz  President des Mouvement des Entreprises de France (MEDEF), der wichtigsten Wirtschafts-Lobby-Organisation in Frankreich. Zwischen 2018 und 2022 war er Präsident des europäischen Arbeitgeberverbands Businesseurope. Er gehört zu den Befürwortern der Deregulierung.
Gattaz gehört dem Conseil national de l’industrie an, ferner der wirtschaftsnahen Denkfabrik La Fabrique de l'Industrie.

## Ehrungen
Gattaz ist Ritter der Ehrenlegion und Offizier des Ordre national du Mérite.

## Privatleben
Gattaz ist mit Marie-Aude Gattaz verheiratet, die  die Partei Die Republikaner im Gemeinderat von  Le Vésinet vertrat. Das Ehepaar hat vier Kinder.

## Schriften
- Le Printemps des magiciens: La Révolution industrielle, c’est maintenant, Nouveau Monde Editions, Paris  2009
- La France de tous les possibles, 2016